# イスラエル国防軍の歴史
イスラエル国防軍の歴史について解説する。イスラエル国防軍は、民兵組織のハガナーを前身とし、第一次中東戦争（イスラエル独立戦争）中の1948年に設立された。数次に渡る全面戦争と多数の小規模紛争を経験している。現代においてはイスラエル陸軍、イスラエル航空宇宙軍、イスラエル海軍の三軍を擁し、核兵器の保有が確実視されている（「イスラエルの大量破壊兵器」を参照）。
またイスラエルは軍所属を含め強力な情報機関を有し、軍事作戦に必要な情報収集を行っている。

## 前史
第一次世界大戦後、イギリス委任統治領パレスチナへのユダヤ人移民の増加に伴い、現地アラブ人とユダヤ人居住者との間での衝突も増加した。これに対して1920年にユダヤ人の民兵組織であるハガナーが組織されている。1930年代に入ると、反ユダヤ主義を掲げるドイツのナチス政権の成立に伴い、欧州を脱出するユダヤ人が増加、パレスチナへの移民も増加した。統治者のイギリスは、地域安定のため、アラブ寄りの政策を採ったために、反英武装闘争組織として、1937年にエツェル（イルグン）が、1940年にはレヒ（シュテルン）が組織化されている。相対的に穏健であったハガナーはイギリス軍の指導を受けており、特別野戦隊やパルマッハ（突撃隊）といった常備軍事組織化を進めていた。ハガナーの人員は、1939年頃には約2,000名を擁していた。ユダヤ人コミュニティの政治指導者たちは、1930年代を通じて、これら武装勢力の存在を認識していたが、これを用いて地域の統治が確立できるとはまだ考えていなかった。
第二次世界大戦中の1944年5月には、ナチスに対抗するために、イギリス陸軍内にユダヤ人旅団（Jewish Brigade）が編成されている。5,000人以上のユダヤ人が志願し、軍事訓練を受け、イタリア戦線に投入された。
第二次世界大戦後も、パレスチナにおけるユダヤ人の立場は不安定であった。イギリスはユダヤ人移民を制限していたため、ユダヤ人側は反発し、イギリスに対しハガナーも含めて、軍や施設への襲撃など、武装闘争が活発化した。1946年7月22日には、イギリス委任統治当局および軍司令部が所在していたエルサレムのキング・デイヴィッド・ホテルがエツェルによって爆破されたキング・デイヴィッド・ホテル爆破事件が発生し、91人が死亡している。
1947年11月29日に国際連合が、イギリス委任統治領パレスチナのユダヤ人国家・アラブ人国家分割案を決議すると（パレスチナ分割決議）、特にアラブ側の反発が大きく、ユダヤ人・アラブ人の双方とも、テロ攻撃も用いた武力衝突へと発展した（パレスチナ内戦）。イギリス軍は、これを制圧する意思をもたず、内戦状況をほぼ放置するにまかせ、衝突に関与せず1948年前半にパレスチナより撤退する計画であった。

## 第一次中東戦争

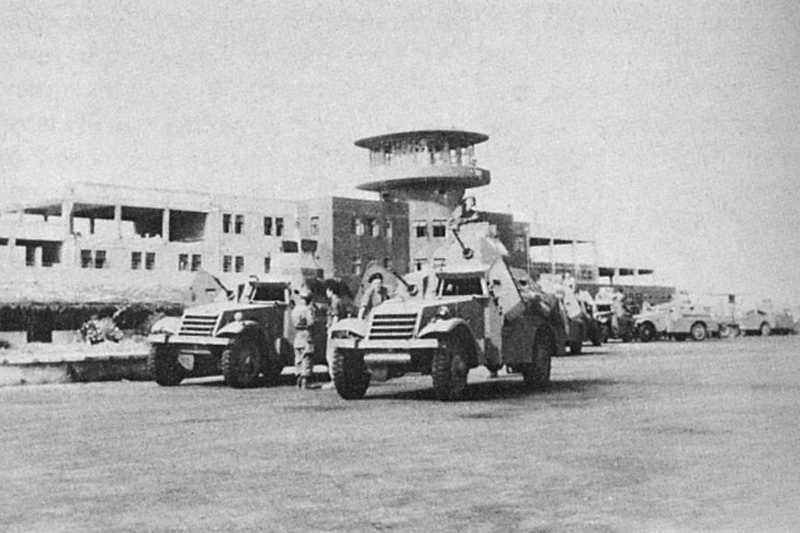
ロッド空港におけるイスラエル軍装甲車（1948年）

イギリス軍撤退に伴う委任統治の終了を見越し、ユダヤ・アラブ双方の武力衝突が続き、アラブ側は各地から義勇兵を集めてアラブ解放軍などの武装組織が確立されていった。これに対し、ユダヤ側もハガナーが1948年4月よりダーレット計画としてアラブ住民の追い出しにかかった。また、デイル・ヤシーン事件やハダサー医療従事者虐殺事件など双方による虐殺事件も起きた。特にデイル・ヤーシン事件は当地在住アラブ人に大きな恐怖感を与え、パレスチナからの脱出・難民の発生が始まった。
1948年5月14日に委任統治が終了し、ユダヤ国民評議会はイスラエル独立宣言を行なった。同日中にトランスヨルダン・シリア・エジプト・レバノン・イラクの周辺アラブ5ヶ国は戦争宣言を行い、翌日にはパレスチナ領内へと侵攻を開始した。アラブ側の投入兵力は約4万人、ユダヤ側は総兵力約4万5千人うち機動兵力は1万5千人たらずであった。ユダヤ側は戦車・重火器を有さず、小銃約1万5千丁のほか、軽迫撃砲程度の装備であった。ユダヤ側は、委任統治の終了とともにアラブ側と全面戦争になることを理解しており、兵器の入手に努めていた。戦争前に色仕掛けでイギリス軍より戦車を騙し取ったりした他、戦争開始後は欧米より積極的に中古兵器の購入を行なった。
イスラエル国防軍の設立は、第一次中東戦争勃発後のことであった。1948年5月26日に臨時政府政令4号により、徴兵や国防軍設立指示がなされている。これは、国防大臣の下にユダヤ人各武装勢力を集結・統合させることを求めていた。最大武装勢力であったハガナー（パルマッハ含む）を基盤に指揮系統等が再編され、5月31日より国防軍として実働開始した。ただし、この時点でエツェルやレヒはこれに反対し、国防軍に加わっていない。
アラブ側は、5月28日にエルサレム旧市街を陥落させる等、はじめは優勢に侵攻を進めていたが、イスラエル側は火砲・戦車のみならず、戦闘機まで購入し、前線へと投入した。こうしたなか、国際連合は和平斡旋のため、両勢力に停戦を要請、6月11日より一時停戦となった。
イスラエルはこの期間を利用して、兵力の再編や兵器輸入・武装強化に努めた。そして、6月20日にアルタレナ号事件が発生している。これは、エツェルが調達した武器輸送船（旧アメリカ海軍 LST-138）であり、義勇兵や火砲などを搭載し、フランスを出港、6月20日にイスラエルの海岸に到着した。国防軍は兵器の引渡しを求め、エツェルと衝突・交戦した。アルタレナ号は炎上・沈没し、双方に死傷者が出たほか、エツェル構成員は拘束された。ただし、この事件によりイスラエルは国防軍として武装勢力の指揮系統統一を概ね成し遂げたこととなった。6月27日には将校の忠誠宣誓も開始されている。この時点では、国防大臣の職掌も明確にされておらず、内閣の軍に対する法的根拠も整備されていなかった。
一時停戦期間終了後、指揮系統の再編され、軍備も増強されたイスラエル軍は次第に攻勢に転じ、アラブ軍を撃破、一時はシナイ半島にも侵攻した。1948年2月23日に休戦となり、イスラエルは第一次中東戦争に勝利を収めた。戦争終結時には歩兵及び機甲からなる12個旅団を有していた。

## 1949年-1956年
1949年7月までに参戦各国と停戦協定が結ばれ、第一次中東戦争は終結したが、イスラエルの安全保障状況は不安定であり、イスラエル軍の軍備増強は続けられた。重火器のほか、機甲兵力や航空兵力を中心に増強が続けられた。この時期の歩兵用火器は、FN FALや国内開発のウジ短機関銃であった。
イスラエル軍は、アラブ人とのテロなど不正規戦争を継続しており、そのために第101部隊を有していた。第101部隊は後に首相となるアリエル・シャロンが率いており、テロに対する報復のためにイスラエル領域外で行動を行なっている。1953年10月のキビヤ村虐殺事件の後、101部隊は廃止され、シャロンを指揮官とした空挺大隊が編成された。
また、国民皆兵のため、社会組織としての軍は市民の坩堝となり、移民ユダヤ人と既存在住者のユダヤ人との軋轢を軽減した。

## 第二次中東戦争

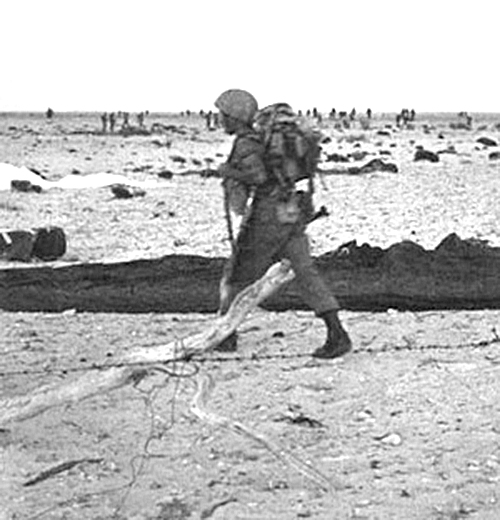
ミトラ峠をパトロールするイスラエル軍兵士（1956年）

1956年7月26日にエジプトはスエズ運河の国有化を宣言した。これに反発したイギリス・フランス両国は軍事介入を決断し、運河の利権を回復するため、スエズ侵攻を検討した。エジプトの隣国であるイスラエルも両国へ協力する方針を取り、フランスから軍事援助を受けることができた。AMX-13戦車250両が援助されたほか、援助の75mm対戦車砲を搭載したM50スーパーシャーマン50両も整備された。これらにより装備が強化されたイスラエル軍は1956年10月29日に、10個旅団の兵力でもってシナイ半島への侵攻を開始した。
イスラエル軍はシナイ半島のミトラ峠およびエル・トールへの空挺降下を行い、エジプト軍の後方連絡線を遮断、地上部隊の迅速な進撃を支援した。シナイ半島へは北部・中部・南部の3つの侵攻ルートを用い、各所でエジプト軍を撃破した。10月31日からはイギリス軍・フランス軍も軍事介入を開始し、エジプト軍への攻撃を開始している。11月5日はイギリス軍・フランス軍がポート・サイドなどへの空挺降下を行い、運河周辺地区を占領、それまでにイスラエル軍はシナイ半島を横断し、そのほぼ全域を確保している。ガザ地区も11月2日からの侵攻で占領していた。また、10月31日にはエジプト海軍の駆逐艦がハイファへ艦砲射撃を行なっているが、イスラエル軍の反撃より撃破され、降伏している。
11月8日に停戦となり、イギリス軍・フランス軍は1956年12月、イスラエル軍は1957年3月までに全占領地から撤退した。戦争後、第一次国際連合緊急軍（UNEF）がイスラエル・エジプト境界に展開し、停戦監視を行なうようになった。また、イスラエルは戦車約200両、自走砲約100両のほか、航空機や各種資材多数をエジプトから鹵獲し、敵軍の戦力評価や自国の戦力強化に有効に活用された。

## 1956年-1966年
第二次中東戦争後、UNEFの展開やエジプト・シリア間の対立もあり、一時的に大規模紛争の恐れは減少した。イスラエルはイギリス・フランス等と友好関係にあり、各種兵器の輸入を行なっている。イギリスからはセンチュリオン戦車を獲得し、フランスからはミラージュIII戦闘機やボートゥール攻撃機、ミサイル・原子力関連技術を獲得している。また、西ドイツからM48パットン戦車も獲得している。既存兵器も改良が続けられ、105mm砲搭載のM51スーパーシャーマンが開発された。
この時期のイスラエル軍のドクトリン面において、オール・タンク・ドクトリンが採用されている。第二次中東戦争において、イスラエル軍戦車部隊は素早い進撃を見せ、イスラエル軍上層部に戦車部隊の有効性を示した。このため、砂漠・開闊地が多い中東においては、歩兵部隊による支援の必要性は少なく、戦車部隊単独による機動戦が有効とするオール・タンク・ドクトリンが導かれ、戦車部隊の近代化・増強が行われている。
また、1960年2月にはシリアおよびエジプトとの間にロテム危機が勃発した。

## 第三次中東戦争

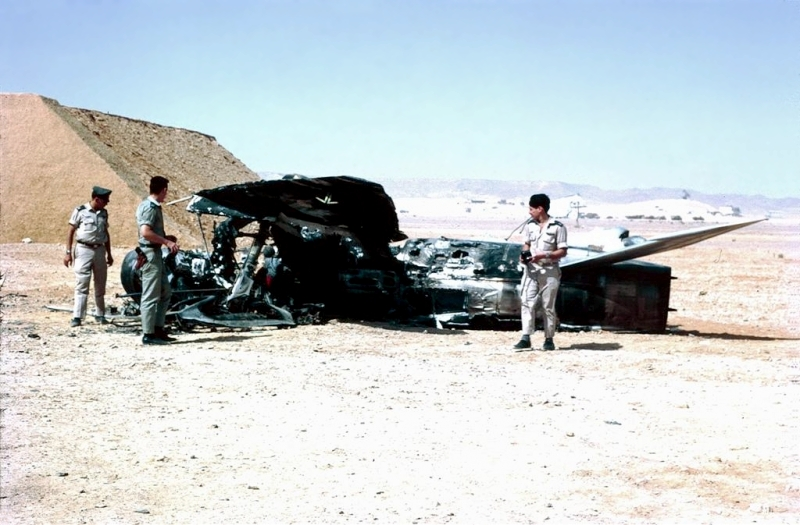
撃墜された機体を調べるイスラエル軍（1967年）

1960年代後半に入ると、アラブ諸国はイスラエルに対し再び強硬姿勢を見せるようになった。1967年5月に、エジプトは、国連緊急軍を撤収させ、シナイ半島に兵力を集結、チラン海峡の封鎖を行なった。ヨルダンやシリアもこれに同調しており、アラブ側によるイスラエルへの総攻撃の可能性があり得た。イスラエルは先制攻撃により、この事態を打開することにし、6月5日朝より奇襲攻撃を開始した。
イスラエル空軍は、エジプト、ヨルダン、シリア、イラクの航空基地を奇襲攻撃し、アラブ側軍用機を地上にて撃破、開戦劈頭より航空優勢を獲得した。イスラエル陸軍は3個機甲師団を主力にシナイ半島へと侵攻、当地に配置されていたエジプト軍7個師団を撃破した。6月8日にはスエズ運河まで到達し、シナイ半島全域を確保した。ヨルダン川西岸地区にはヨルダン軍9個旅団が配置されていた。イスラエル軍の地上侵攻によりヨルダン軍は撃破され、8日までにエルサレム旧市街も含め、ヨルダン川西岸地区全域がイスラエルの支配下となった。エジプト・ヨルダンとも6月8日に停戦に至っている。シリアと対峙しているゴラン高原においては、開戦後も小競り合いのみであったが、6月9日よりイスラエル軍が攻勢を開始し、同地を確保するに至った。シリアとは6月10日に停戦している。
イスラエルはこの戦争の完勝により、多数の軍需物資を得、軍事的にも一定の戦略的縦深も確保できた。

## 消耗戦争
第三次中東戦争が停戦に至った後も、イスラエル周辺は安定化に至らず、消耗戦争と呼ばれるエジプト軍との小規模な衝突が散発する状態に移行した。イスラエル軍は占領地からの撤退を行なっておらず、スエズ運河の東岸を占拠していた。エジプト軍は運河越えの砲撃を繰り返し実施し、イスラエル軍もエジプト領内の爆撃及び特殊部隊による潜入攻撃を行なった。1967年10月21日にはエジプト海軍のミサイル艇が艦対艦ミサイルを用いイスラエル海軍駆逐艦エイラートを撃沈している。イスラエルは防御を強化するため、1969年よりスエズ運河東岸に固定防御陣地のバーレブ・ラインを建設を開始、これは1971年に完成している。エジプトとの衝突は1970年頃には下火になったが、この他にもパレスチナ解放機構（PLO）などパレスチナゲリラによる攻撃があり、それに対してヨルダン領やレバノン領などへの報復攻撃を実施している。
また、フランスが政策を転換し、イスラエルへの武器禁輸政策をとるようになったため、イスラエルは兵器の国産化と既存兵器の改良に拍車をかけている。軍用機では、ミラージュ5を国産化したネシェルの生産が開始され、改良型のクフィルも開発された。戦車も同様にメルカバの開発が開始されている。さらに、1969年12月には、フランスからは発注後の政策転換により引渡しがなされなかったミサイル艇を奪取している。このような経緯もあり、イスラエルは軍事面においてアメリカとの関係をより強めることとなる。

## 第四次中東戦争

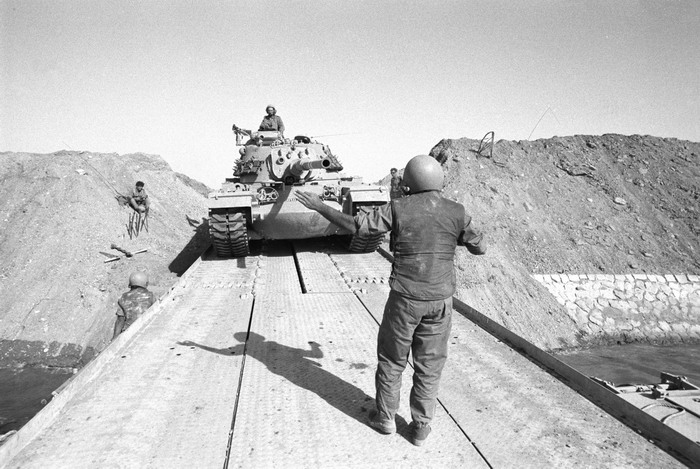
スエズ運河を逆渡河するイスラエル軍のM48「マガフ3」戦車。

1973年10月6日、ユダヤ暦で最も神聖な日「ヨム・キプール」でもあったこの日、エジプトとシリアがイスラエルに奇襲攻撃をかけ、第四次中東戦争が勃発した。シナイ運河については、エジプト軍は10個師団の兵力でもって、砲兵の援護下に渡河作戦を実施、小規模な損害でバーレブ・ラインを突破し、運河東岸を確保した。イスラエル軍はパーレブラインの後方に即時反撃・機動防御用の3個機甲旅団を用意していた。これは、ただちに前線に投入され、6日から7日にかけての戦闘において、エジプト軍の9M14「マリュートカ」（NATO名AT-3「サガー」）対戦車ミサイルやRPG-7対戦車ロケットをはじめとする多種多様な対戦車火器の攻撃に逢い、多数の戦車を失い撃退された。また、エジプト軍はS-75（SA-2「ガイドライン」）や2K12「クープ」SA-6（「ゲインフル」）地対空ミサイル、ZSU-23-4「シルカ」対空自走砲などによる濃密な防空防衛網を形成し、運河上空の制空権をイスラエルに渡さず、イスラエル空軍機は有効な航空支援を行うことができないまま大きな損害を受けた。10月8～9日には増援として到着した2個師団によるイスラエル軍の攻勢が行われたが、指揮系統の混乱などが重なって失敗した。
ゴラン高原方面では、シリア軍5個師団の攻勢に対し、イスラエル軍第36機甲師団所属の第7機甲旅団と第188機甲旅団が防御に当たった。イスラエル軍は一時押し込まれ、2個旅団とも壊滅寸前まで消耗したが、10月8日頃から2個師団の増援を受けて攻勢に転じ、10月11日からは第三次中東戦争停戦ラインを超えて、シリアへの逆侵攻を開始した。これ以降、停戦までに東へ約20km前進している。
10月14日には、シリア軍の支援のために、エジプト軍もシナイ半島中部への前進を開始した（10月14日の戦車戦）。しかし、このエジプト軍の攻勢は、アメリカ合衆国からの緊急援助を受け、強化・再編されたイスラエル軍4個師団に迎え撃たれている。これを契機に反攻に転じたイスラエル軍は、10月15日に中国農場の戦いにおいて、またもエジプト軍に打撃を与えた。結果、アリエル・シャロン（後のイスラエル首相）率いる第143機甲旅団は戦線を突破し、10月16日にスエズ運河を逆渡河、運河西岸よりスエズ市およびエジプト第3軍を包囲するに至った。
地中海においては、参戦各国のミサイル艇による海戦が行われており、10月6日にはラタキア沖海戦が発生し、シリア海軍艇3隻が撃沈されている。戦争中にエジプト・シリア海軍艦艇は19隻が撃沈され、エイラート号の教訓を踏まえて電子戦能力を強化したイスラル軍艦艇に損害は生じなかった。国連の介入により10月24日に停戦となり、各軍は兵力を引き離し、撤退している。

## 1974年-1981年
アメリカ合衆国からの軍事援助が強化され、小銃も国産のIMI ガリルに加え、M16の大量装備が開始された。戦車も1979年に国産のメルカバの配備が開始された。航空戦力についても1977年にはF-15、1980年にはF-16の導入が開始されている。
1976年にはエールフランス139便のハイジャック事件に対し、ウガンダへ軍特殊部隊を派遣、実力を持って人質を奪還している（エンテベ空港奇襲作戦）。1981年には核兵器製造の恐れから、イラクのオシラク原子炉を爆撃している。
政治面では、1979年にエジプト・イスラエル平和条約が締結され、シナイ半島から撤退した。

## レバノン侵攻
レバノン内戦に乗じ、1981年よりレバノン南部を拠点としたPLOによるイスラエル北部への越境攻撃が開始された。さらに、1982年6月3日には駐イギリス大使がアラブ勢力によって襲撃されて重傷を負う事件も発生した。この事態を受け、レバノンのキリスト教徒勢力からも支援要請があったことも名目に加え、レバノン南部におけるPLO排除のため、レバノンへの侵攻を決断した。「ガリラヤの平和作戦」と呼称された侵攻作戦は、6個師団相当の戦力でもって開始された。新型のメルカバ戦車も投入されたほか、イスラエル空軍は介入してきたシリア軍機を撃墜し、航空優勢を獲得した。迅速な進撃により、6月13日にはレバノンの首都ベイルートを包囲するに至っている（ベイルート包囲戦）。この攻撃を受けて、PLOは8月30日までにベイルートから脱出した。
1982年9月14日にレバノンの新大統領であるジャマイエルが爆殺されると、レバノンのキリスト教徒民兵は報復としてパレスチナ難民キャンプを襲撃、虐殺を行なった（サブラー・シャティーラ事件）。イスラエル軍はこれに直接加担しなかったが、防止しなかったために、責任を問われアリエル・シャロンが国防相を解任されている。また、レバノン南部の情勢も安定化しなかったために、イスラエル軍は2000年まで駐留を続けることとなった。

## インティファーダの発生
1987年、第3次中東戦争以来イスラエルの占領地となっているガザ地区において、パレスチナ人がイスラエル軍によって殺害・死亡する事件が発生した。これを契機にパレスチナ人による暴動が発生し、治安維持にあたるイスラエル軍兵士に対し、投石や火炎瓶の投擲を行なった。この事件はインティファーダと呼ばれ、イスラエル・パレスチナの双方に多数の死傷者が発生した。
1991年の湾岸戦争に際して、イラクはスカッドミサイルによりイスラエルへ攻撃を行なった。アラブ諸国も参加している多国籍軍への配慮およびアメリカ合衆国からの迎撃用パトリオットミサイルの供与により、市民に負傷者は出たものの、イスラエルはイラクへの反撃を行なわなかった。アメリカ合衆国は、戦争中にスカッドの探索・破壊に注力したほか、戦後は軍事援助を強化している。

## パレスチナ自治政府成立と第2次インティファーダ
1993年にオスロ合意が調印され、1994年にはパレスチナ自治政府が発足した。ガザ地区およびヨルダン川西岸地区の一部は、イスラエル軍のほか、パレスチナ自治政府も治安維持を行うようになり、インティファーダは沈静化した。
しかし、パレスチナ和平推進は捗らず、ガザ地区では強硬派のハマスが勢力を伸張させるようになった。イスラエルでもアリエル・シャロンがパレスチナ側に対し挑発的な姿勢を見せたこともあり、2000年9月より第2次インティファーダとして、パレスチナ住民とイスラエル軍の衝突が再開された。2001年2月にアリエル・シャロンがイスラエル首相に就任すると、パレスチナへの攻勢が強められた。
パレスチナへの攻勢が治安回復に至らないこともあり、シャロンは2004年にガザ地区撤退計画を発表。2005年8月から9月にかけて計画は実施され、入植者及びイスラエル軍はガザ地区より撤退した。

## レバノン侵攻_(2006年)

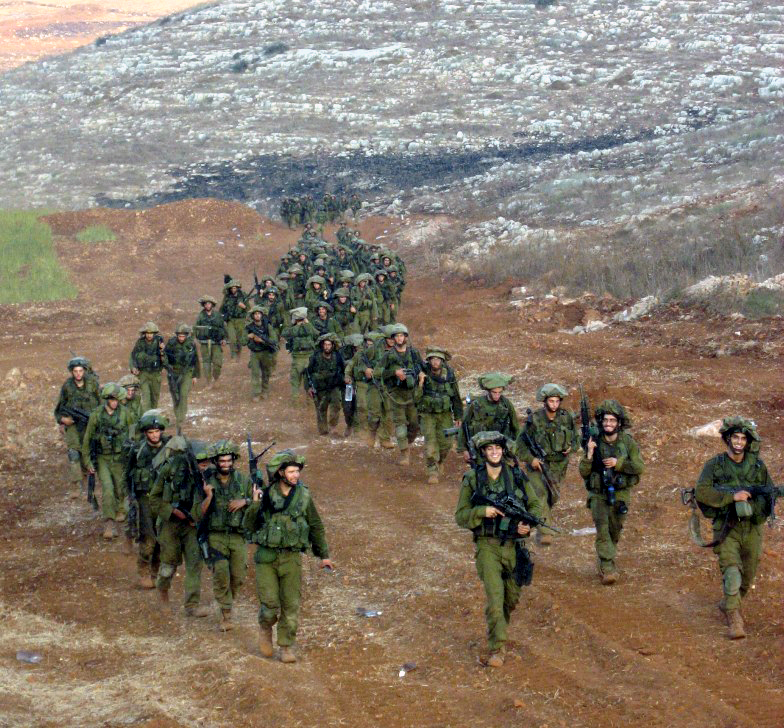
レバノンから撤退行動中のイスラエル軍

イスラエル軍は、2000年にレバノン南部から撤退していたが、2001年よりヒズボラによるレバノンからの越境攻撃も開始されていた。2006年に入り、国境侵犯を含めて攻撃は激化し、イスラエルはヒズボラを無力化するため、レバノンへの地上部隊による侵攻を決断した。ヒズボラによる7月12日の攻撃に対応して、13日には空軍によるレバノン領内への爆撃が開始されていたが、22日に地上部隊もレバノン領内へと入った。しかし、ロシア製対戦車ミサイルで武装したヒズボラは比較的強力であり、イスラエル軍は苦戦し、レバノン市民や国際連合レバノン暫定駐留軍にも犠牲者が出たことから、多国籍軍の進駐と入れ替わり、10月1日までにレバノンから撤退した。

## ガザ紛争

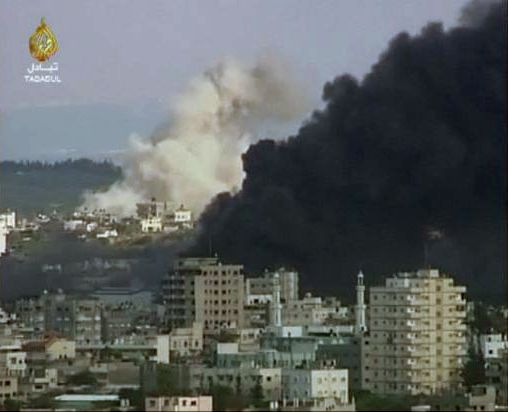
炎上するガザ地区（2009年1月9日）

2006年1月のパレスチナ自治区における選挙において、ハマスが第一党の地位を獲得すると、イスラエルとパレスチナの関係は、緊張状態に入った。6月9日にイスラエル軍のミサイルがガザ地区に着弾し、住民に死傷者が生じると、ハマスは停戦の破棄を宣言。衝突が再開され、双方に死傷者が生じ、6月25日にはイスラエル軍兵士が拉致される事件も発生した。イスラエル軍はレバノン侵攻と並行して、ガザ地区攻撃作戦を実施していたが、停戦により2006年11月にガザ地区より撤退した。
イスラエル軍はガザ地区の封鎖を継続してきており、2008年11月には停戦も失効した。ハマスがイスラエルへの越境攻撃を増加させたこともあり、12月27日よりイスラエル軍はガザ地区のハマスへの全面的な攻撃を開始した。航空攻撃に引き続き、2009年1月3日からは地上部隊の侵攻も開始した。イスラエル軍は1月20日までに撤退したものの、その後も小規模な衝突は続いた。

## シリア内戦
2011年からのシリア内戦に際して、長年対立してきたシリアや、シリア領内でアサド政権を支援するイラン系勢力（ヒズボラを含む）に対して数百回の空爆を行ったことを公式に認めている。
内戦勃発前の2007年には、シリアの核施設を空爆で破壊している。   